# Coelogyne calcarata
Coelogyne calcarata är en orkidéart som beskrevs av Johannes Jacobus Smith.
Coelogyne calcarata ingår i släktet Coelogyne och familjen orkidéer. Inga underarter finns listade i Catalogue of Life.